# Кубічний сплайн
Кубічний сплайн — гладка функція, область визначення якої розбито на скінченне число відрізків, на кожному з яких вона збігається з деяким кубічним многочленом.

## Опис
Функція {\displaystyle f(x)} задано на відрізку {\displaystyle [a,b]}, розбитому на частини {\displaystyle [x_{i-1},x_{i}]}, {\displaystyle a=x_{0}<x_{1}<...<x_{N}=b}. Кубічним сплайном дефекту 1 (різниця між степенем і гладкістю сплайна) називається функція {\displaystyle S(x)}, яка:
- на кожному відрізку {\displaystyle [x_{i-1},x_{i}]} є многочленом степеня не вище від трьох;
- має неперервні першу і другу похідні на всьому відрізку {\displaystyle [a,b]};
- в точках {\displaystyle x_{i}} виконується рівність {\displaystyle S(x_{i})=f(x_{i})}, тобто сплайн {\displaystyle S(x)} інтерполює функцію {\displaystyle f}в точках {\displaystyle x_{i}}.

Для однозначного задання сплайна перелічених умов недостатньо, для побудови сплайна необхідно накласти додаткові вимоги — граничні умови:
1. «Природний сплайн» — граничні умови виду: {\displaystyle S''(a)=S''(b)=0};
2. Неперервність другої похідної — граничні умови виду: {\displaystyle S'''(a)=S'''(b)=0};
3. Періодичний сплайн — граничні умови виду: {\displaystyle S'(a)=S'(b)}і {\displaystyle S''(a)=S''(b)}.

Теорема. Для будь-якої функції {\displaystyle f} і будь-якого розбиття відрізка {\displaystyle [a,b]} на частини {\displaystyle [x_{i-1},x_{i}]}існує рівно один природний сплайн {\displaystyle S_{i}(x)}, що задовольняє переліченим вище умовам.
Ця теорема є наслідком загальнішої теореми Шенберга — Вітні про умови існування інтерполяційного сплайна.

## Побудова
На кожному відрізку {\displaystyle [x_{i-1},x_{i}],\ i={\overline {1,N}}} функція {\displaystyle S(x)} є многочленом третього степеня {\displaystyle S_{i}(x)}, коефіцієнти якого треба визначити. Запишемо для зручності {\displaystyle S_{i}(x)} у вигляді:
{\displaystyle S_{i}(x)=a_{i}+b_{i}(x-x_{i})+{c_{i}}(x-x_{i})^{2}+{d_{i}}(x-x_{i})^{3}}
тоді
{\displaystyle S_{i}\left(x_{i}\right)=a_{i},\quad S'_{i}(x_{i})=b_{i},\quad S''_{i}(x_{i})=2c_{i},\quad S'''_{i}\left(x_{i}\right)=6d_{i}\quad i={\overline {1,N}}.}
Умови неперервності всіх похідних до другого порядку включно записуються у вигляді
{\displaystyle S_{i}\left(x_{i-1}\right)=S_{i-1}(x_{i-1}),}

{\displaystyle S'_{i}\left(x_{i-1}\right)=S'_{i-1}(x_{i-1}),}

{\displaystyle S''_{i}\left(x_{i-1}\right)=S''_{i-1}(x_{i-1}),}

де {\displaystyle i} змінюється від {\displaystyle 1} до {\displaystyle N,} а умови інтерполяції у вигляді
{\displaystyle S_{i}\left(x_{i}\right)=f(x_{i}).}
Позначимо{\displaystyle :\quad h_{i}=x_{i}-x_{i-1}\quad (i={\overline {1,N}}),\quad f_{i}=f(x_{i})\quad (i={\overline {0,N}})}
Звідси отримуємо формули для обчислення коефіцієнтів «природного сплайна»:
{\displaystyle a_{i}=f(x_{i})};
{\displaystyle d_{i}={\frac {c_{i}-c_{i-1}}{3\cdot h_{i}}}};
{\displaystyle b_{i}={\frac {a_{i}-a_{i-1}}{h_{i}}}+{\frac {2\cdot c_{i}+c_{i-1}}{3}}\cdot h_{i}};
{\displaystyle c_{i-1}\cdot h_{i}+2\cdot c_{i}\cdot (h_{i}+h_{i+1})+c_{i+1}\cdot h_{i+1}=3\cdot \left({\frac {a_{i+1}-a_{i}}{h_{i+1}}}-{\frac {a_{i}-a_{i-1}}{h_{i}}}\right)},
причому {\displaystyle c_{N}=S''(x_{N})=0} і {\displaystyle c_{1}-3\cdot d_{1}\cdot h_{1}=S''(x_{0})=0}.
Якщо врахувати, що {\displaystyle c_{0}=c_{N}=0}, то {\displaystyle c} можна обчислити методом прогонки для тридіагональної матриці.